# Belén Sánchez
Belén Sánchez Jiménez (* 24. Dezember 1972 in Madrid) ist eine ehemalige spanische Kanutin.

## Leben
Belén Sánchez konnte während ihrer Karriere insgesamt 4 Medaillen bei Weltmeisterschaften und 9 Medaillen bei Europameisterschaften erringen. Daneben nahm sie an drei Olympischen Sommerspielen teil. Ihr bestes Ergebnis hierbei war ein 6. Platz bei den Spielen 1996 in Atlanta. Sie ist die Schwester von Alberto Sánchez Jiménez, der als Kanute an Olympischen Sommerspielen 1988 und 1992 teilnahm.
Sie wurde 2020 in die neu gegründete spanische Hall of Fame des Kanusport aufgenommen.